# Уравнение Лондонов
Уравнение Лондонов (в некоторых источниках — уравнение Лондона) устанавливает связь между током и магнитным полем в сверхпроводниках. Впервые оно было получено в 1935 году братьями Фрицем и Хайнцем Лондонами. Уравнение Лондонов дало первое удовлетворительное объяснение эффекта Мейсснера — спадания магнитного поля в сверхпроводниках. Затем в 1953 году было получено уравнение Пиппарда для чистых сверхпроводников.

## Уравнение Лондона
В полной мере смысл механизма упорядочения в сверхпроводимости был впервые осознан физиком-теоретиком Фрицем Лондоном. Осознав, что электродинамическое описание, основанное исключительно на уравнениях Максвелла, в пределе нулевого сопротивления неизбежно будет предсказывать необратимое поведение идеального проводника и не будет давать обратимый диамагнетизм сверхпроводника, Лондон ввёл дополнительное уравнение. Вид этого уравнения можно получить различными способами, например, путём минимизации свободной энергии относительно распределения тока и поля или в предположении абсолютной жёсткости сверхпроводящих волновых функций по отношению к воздействию внешнего поля; для наших целей, однако, достаточно считать его интуитивной гипотезой, полностью оправдываемой своим успехом.
Уравнение, предложенное Лондоном, имеет вид
{\displaystyle {\frac {4\pi \lambda ^{2}}{c}}\operatorname {rot} \mathbf {j} +\mathbf {B} =0,}
где {\displaystyle \mathbf {j} } — плотность тока, {\displaystyle \mathbf {B} } — магнитная индукция, {\displaystyle \lambda ^{2}={\frac {mc^{2}}{4\pi nq^{2}}}}, m и q — масса и заряд сверхпроводящих носителей тока, n — плотность этих носителей.

### Лондоновская глубина проникновения
При помощи уравнения Максвелла {\displaystyle \operatorname {rot} \mathbf {B} ={\frac {4\pi \mathbf {j} }{c}}} можно записать уравнение Лондона в виде
{\displaystyle \mathbf {B} '+\lambda ^{2}\operatorname {rot} \operatorname {rot} \mathbf {B} '=0,}
где B′ — производная вектора B по времени t.
Этому уравнению удовлетворяет B = const. Но такое решение не согласуется с эффектом Мейсснера — Оксенфельда, так как внутри сверхпроводника должно быть поле B = 0. Лишнее решение получилось потому, что при выводе дважды применялась операция дифференцирования по времени. Чтобы автоматически исключить это решение, Лондоны ввели гипотезу, что в последнем уравнении производную B′ следует заменить самим вектором B. Это даёт
{\displaystyle \mathbf {B} +\lambda ^{2}\operatorname {rot} \operatorname {rot} \mathbf {B} =0.}
Решение этого уравнения в сверхпроводящей области с линейными размерами, намного большими {\displaystyle \lambda }, есть 
{\displaystyle \mathbf {B} (\xi )=\mathbf {B} (0)\exp {\frac {-\xi }{\lambda }},}
где {\displaystyle \mathbf {B} (\xi )} — индукция на глубине {\displaystyle \xi } под поверхностью. Параметр {\displaystyle \lambda } имеет размерность длины и называется лондоновской глубиной проникновения магнитного поля. То есть магнитное поле проникает в сверхпроводник лишь на глубину {\displaystyle \lambda }. Для металлов {\displaystyle \lambda \sim 10^{-2}} мкм.

### Природа сверхпроводимости
Уравнение Лондона даёт ключ к пониманию природы сверхпроводящего упорядочения. Вводя векторный потенциал {\displaystyle \mathbf {A} }, где {\displaystyle \operatorname {rot} \mathbf {A} =\mathbf {B} }, используя калибровку {\displaystyle \operatorname {div} \mathbf {A} =0} и рассматривая односвязный сверхпроводник, мы приходим к уравнению Лондона в форме
{\displaystyle {\frac {4\pi \lambda ^{2}}{c}}\mathbf {j} +\mathbf {A} =0.}
В присутствии векторного потенциала обобщённый импульс заряженной частицы даётся выражением
{\displaystyle \mathbf {P} =\sum \mathbf {p} =2\sum \left(m\mathbf {v} +{\frac {q\mathbf {A} }{c}}\right)}.
Средний импульс на одну частицу можно записать в виде
{\displaystyle {\bar {\mathbf {p} }}={\frac {q}{c}}\left({\frac {4\pi \lambda ^{2}}{c}}\mathbf {j} +\mathbf {A} \right)=0.}
Следовательно, сверхпроводящий порядок обусловлен конденсацией носителей тока в состоянии с наименьшим возможным импульсом {\displaystyle \mathbf {P} =0}. При этом из принципа неопределённости вытекает, что соответствующий пространственный масштаб упорядоченности бесконечен, то есть мы получаем бесконечную «когерентность» и невозможность воздействовать на систему электронов локализованными в пространстве полями.

## Первое уравнение Лондонов
Уравнение движения для единичного объёма сверхпроводящих электронов в электрическом поле имеет вид
{\displaystyle nm{\frac {d\mathbf {v} }{dt}}=ne\mathbf {E} ,}
где {\displaystyle n}, {\displaystyle \mathbf {v} }, {\displaystyle m} — соответственно концентрация, скорость и масса (сверхпроводящих) электронов. Вводя плотность сверхтока согласно{\displaystyle \mathbf {j} =ne\mathbf {v} }, получим первое уравнение Лондонов:
{\displaystyle \mathbf {E} ={\frac {d}{dt}}(\Lambda \mathbf {j} ),\quad \Lambda ={\frac {m}{ne^{2}}}.}

## Второе уравнение Лондонов (вывод)
Воспользуемся уравнениями Максвелла в виде
{\displaystyle \operatorname {rot} \mathbf {H} ={\frac {4\pi }{c}}\mathbf {j} }
для нахождения объёмной плотности кинетической энергии сверхпроводящих электронов:
{\displaystyle \mathbf {W} _{k}={\frac {nmv^{2}}{2}}={\frac {mj^{2}}{2ne^{2}}}={\frac {\lambda ^{2}}{8\pi }}(\operatorname {rot} \mathbf {H} )^{2},}
где {\displaystyle \lambda ^{2}={\frac {mc^{2}}{4\pi ne^{2}}}.}
Также объёмная плотность магнитной энергии равна {\displaystyle {\frac {H^{2}}{8\pi }}}, тогда свободная энергия может быть записана в виде ({\displaystyle F_{0}} — свободная энергия без магнитного поля) интеграла по объёму сверхпроводника:
{\displaystyle F=F_{0}+{\frac {1}{8\pi }}\int [H^{2}+\lambda ^{2}(\operatorname {rot} \mathbf {H} )^{2}]\,dV.}
Первая вариация по полю равна
{\displaystyle \delta F={\frac {1}{8\pi }}\int [2\mathbf {H} \,\delta \mathbf {H} +2\lambda ^{2}\operatorname {rot} \mathbf {H} \operatorname {rot} \delta \mathbf {H} ]\,dV={\frac {1}{4\pi }}\int [\mathbf {H} +\lambda ^{2}\operatorname {rot} \operatorname {rot} \mathbf {H} ]\,\delta \mathbf {H} \,dV-{\frac {\lambda ^{2}}{4\pi }}\int \operatorname {div} [\operatorname {rot} \mathbf {H} ;\delta \mathbf {H} ]\,dV=0.}
Учитывая, что второй интеграл равен нулю (по формуле Гаусса — Остроградского он сводится к интегралу по поверхности, где вариация полагается нулю), имеем
{\displaystyle \mathbf {H} +\lambda ^{2}\operatorname {rot} \operatorname {rot} \mathbf {H} =0,}
что вместе с выражением для векторного потенциала {\displaystyle \mathbf {j} =-{\frac {c}{4\pi \lambda ^{2}}}\mathbf {A} }, первым уравнением Лондонов и выбором калибровки Лондонов {\displaystyle \operatorname {div} (\mathbf {A} )=0}, {\displaystyle \mathbf {A} \mathbf {n} =0} даёт искомое уравнение:
{\displaystyle {\frac {4\pi \lambda ^{2}}{c}}\operatorname {rot} \mathbf {J} +\mathbf {B} =0.}